# Prothrinax luteomedia
Prothrinax luteomedia là một loài bướm đêm trong họ Noctuidae.